# 毛瑟13.2毫米反坦克步槍
毛瑟13.2毫米反坦克步槍（德語：Tankgewehr M1918，簡稱：T-Gewehr）為德意志帝國陸軍於第一次世界大戰中針對協約國（主要是英國）的裝甲車輛所研發生產的反裝甲武器，初次登場時間是1918年2月。 
毛瑟反坦克步槍是全世界第一把針對反裝甲為單一研發目標的步槍，並且亦是德國人研發出的全世界第一把「高初速重型彈頭步槍」；毛瑟公司一直到同年5月才對此款步槍進行量產，並且幾乎以剛出爐的速度，發放給剛剛成軍的反裝甲特遣隊。

## 歷史
回溯到1916年9月15日當全世界第一批坦克隆隆地向前壓過德軍陣線之後，德軍面對這個駭人的移動碉堡似乎一時之間束手無策；1917年11月20日開打的康布雷戰役更是坦克大規模集中作戰的輝煌歲月的開端，因此德軍除了以各型火砲與製造人工障礙作為對抗協約國裝甲部隊的對策之外，毛瑟反坦克步槍便是這種環境下的變通辦法。
由於毛瑟開發的13×92mm子彈宣告完成，加上當時德意志帝國陸軍都採用G98步槍，因此毛瑟產生將G98步槍「巨大化」的概念並進入量產。毛瑟反坦克步槍同時採用Maschinengewehr 08的兩腳架作為穩定支架。
雖然說毛瑟反坦克步槍的威力表現對於當時的Mark I 坦克裝甲（0.23–0.47英吋；6–12公厘）遊刃有餘（65公尺內可擊穿25公厘裝甲），不過巨大的後座力會讓射擊姿勢沒有準備好的射手，肩膀出現撕裂傷或脫臼；就算做好射擊姿勢，也會因為劇烈的搖晃導致暈眩。
今天的反器材步槍其實追根溯源起來，還是應該歸根於這款毛瑟反坦克步槍作為起源。
目前這款毛瑟反坦克步槍還可以在幾個博物館看見它的英姿；美國肯塔基州諾克斯堡（诺克斯堡）的巴頓戰車博物館（Patton Museum List of Exhibits）就藏有兩把；法國巴黎的博物館亦有典藏。

## 附記
- 13×92公厘毛瑟彈固然可以貫穿25公厘厚的裝甲板，不過動能往往亦被消耗在「貫穿」這件事情上；也就意味著，貫穿後的毛瑟彈，不見得能形成殺傷力，甚至不見得能形成停止作用；除非真正擊中坦克的重要機件部位，或者由側面擊穿裝甲，造成人員受傷或者機件故障；否則，往往未能讓被擊中的坦克退出戰鬥。
- 13.2×92毛瑟子彈也是後來的.50 BMG（12.7×99毫米）子彈，蘇聯12.7×108毫米子彈，法國13.2×99毫米子彈的開發緣由。

## 外部連結
- Anti-Tank Rifle History and Collecting （页面存档备份，存于）